# Euso
Euso is een monotypisch geslacht van spinnen uit de  familie van de Ochyroceratidae.

## Soorten
- Euso muehlenbergi Saaristo, 1998